# Oleg
Švédsky Helgi, poslovanštělé na Oleg (?, Švédsko – po roce 912, Ladoga) byl pololegendární varjažský bojovník, který roku 882 ovládl Kyjev a spojil ho s Novgorodem. Je považován za zakladatele nejstaršího východoslovanského státu – Kyjevské Rusi. Údaje o Olegovi a datace jsou čerpány z jediného pramene, nejstaršího ruského letopisu Pověsti vremennych let.

## Založení Kyjevské Rusi
Podle Povesti vremennych let vládl v Novgorodu od roku 862 varjag Rurik († 878/879), legendární zakladatel původní ruské dynastie. Po jeho smrti ovládl severoruská centra Oleg, snad Rurikův příbuzný, který měl vykonávat regentskou vládu za jeho údajného syna Igora. 
Uváděl do poplatné závislosti další východoslovanské, baltské a finské obyvatelstvo v okolí Novgorodu a roku 880 podnikl velkou výpravu proti významnému obchodnímu středisku slovanských Krivičů, Smolensku. Po jeho dobytí táhl dále na Kyjev. V tomto starobylém městě, jehož význam určovala především výhodná poloha na obchodní cestě do Byzance, vládli rovněž varjagové, Askold a Dir, kteří přišli do východní Evropy jako členové Rurikovy družiny, brzy se však osamostatnili a vydali se po Dněpru k jihu. Cestou se zmocnili Kyjeva a ovládli zdejší Poljany. 
Roku 882 se Askold a Dir střetli před Kyjevem s varjažsko-slovanským vojskem, které přitáhlo z Novgorodu. Z této bitvy vyšel jako vítěz Oleg. Zmocnil se Kyjeva, přenesl sem své sídlo, neboť toto město mu nabízelo příznivější podmínky pro rozvoj dálkového obchodu, a Novgorod učinil závislým na Kyjevu. Spojení dvou nejvýznamnějších východoevropských středisek pod jedinou vládou bývá tradičně označováno jako založení nejstaršího východoslovanského státu, Kyjevské Rusi.
Bohatá byzantská říše dále lákala varjagy k obchodování i k výbojům, jejichž hlavním cílem sice bylo zajistit dobré podmínky pro tranzit, ale také snaha získat kořist (cílem pustošivých loupeživých nájezdů bylo především západní pobřeží Černého moře). Vhodným nástupištěm k těmto výpravám se stal Kyjev. Roku 907 podnikl Oleg pokus dobýt Konstantinopol. V ruském vojsku, které se do Byzance vypravilo, bojovali vedle varjagů také Slované a příslušníci baltských a finských etnik. První tažení nebylo příliš úspěšné. 
Teprve roku 911 se podařilo Olegovi, poté co vzbudil strach obležením Konstantinopole, uzavřít s Byzancí nesmírně výhodnou mírovou smlouvu, která upravovala vzájemné vztahy a především zaručovala ruským kupcům významná práva při obchodování v Konstantinopoli. Nemuseli například platit cla a po dobu šesti měsíců byli zásobováni vším potřebným. Podmínkou však bylo, že do města přijdou beze zbraně a ne více než padesát lidí současně. Kromě toho byl prý každý z ruských bojovníků, jak líčí letopisec, obdarován dvanácti hřivnami stříbra.
Po návratu z druhé výpravy proti Konstantinopoli se Oleg odebral na ruský sever a zde v Ladoze krátce nato zemřel. Podle vyprávění letopisu na uštknutí hadem, který vylezl z lebky mrtvého koně.

## Jiný pramen
Údaje mnohem pozdějšího ruského letopisu nejsou v souladu s údaji dobového chazarského pramene, který uvádí ruského knížete HLGV (vokalizováno Helgu). Je to tzv. Schlechterův list, anonymní dopis nalezený v Káhirské geníze a věnovaný univerzitě v Cambridgi. Podle textu Helgu z podnětu byzantského Romana I. Lakapena napadl Chazary, byl však vojevůdcem Pesachem poražen a jím přinucen zaútočit na Konstantinopol. Byl však znovu poražen a utekl do Persie, kde zemřel. Neúspěšný útok na Konstantinopol by se týkal roku 941, který podle tradičního výkladu vedl kníže Igor. Pokud tedy chazarský Helgu a předobraz Olega z Pověsti jsou totožné osobnosti, Igor by se ujal vlády až po zmíněném neúspěšném obléhání. Období 912 až 941 v Pověsti chybí – nejsou pro něj záznamy.